# 瞳の欠片
「瞳の欠片」（ひとみのかけら）は、FictionJunction YUUKAの1枚目のシングルである。

## 収録曲
1. 瞳の欠片
  - 作詞・作曲・編曲：梶浦由記
  - テレビアニメ『MADLAX』オープニング主題歌
2. nowhere
  - 作詞・作曲・編曲：梶浦由記
  - テレビアニメ『MADLAX』挿入歌
3. 瞳の欠片（インストゥルメンタル版）
4. nowhere（インストゥルメンタル版）

## 備考
2曲目の「nowhere」は、「ヤンマーニ」と聞き取れる独特のコーラスが話題になった（詳細は梶浦由記#音楽性を参照）。